# Doleschallia borneensis
Doleschallia borneensis är en fjärilsart som beskrevs av Hans Fruhstorfer 1899. Doleschallia borneensis ingår i släktet Doleschallia och familjen praktfjärilar. Inga underarter finns listade i Catalogue of Life.